# Sudatorium
Sudatorium (fra latin sudare "at svede") var et svedebad i et romersk bad. Kaldes også laconicum.
| Historie | Spire Denne historieartikel er en spire som bør udbygges. Du er velkommen til at hjælpe Wikipedia ved at udvide den. |